# 片山修
片山 修（かたやま おさむ、1965年8月25日 - ）は、テレビ朝日制作2部所属のテレビドラマ演出家、映画監督。山口県出身。

## 人物
1986年に泉放送制作入社。入社以降、ドラマ制作を担当。その後、TBSと泉放送制作の両方に所属となる。2007年頃にテレビ朝日へ移籍し現在に至る。1991年の『先生のお気に入り』（TBS）で初演出。2007年の『ヒートアイランド』で映画初監督。
女優の北川景子は、片山のことを「修ちゃん」と呼んでいる。

## 主な作品

### 泉放送制作・TBS時代
監督・演出
- 先生のお気にいり!（1991年）
- 徹底的に愛は…（1993年）
- ジューン・ブライド（1995年）
- 輝け隣太郎（1995年）
- Campus Note（1996年）
- 最後の恋（1997年）
- 不機嫌な果実（1997年）
- Sweet Season（1998年）
- ラブとエロス（1998年）
- 青の時代（1998年）
- なにさまっ!（1998年）
- 天国に一番近い男（1999年）
- 魔女の条件（1999年）
- 天国に一番近い男 炎の命がけスペシャル（1999年）
- 女借金取りがゆく!!（2000年）
- Friends（2000年）
- オヤジぃ。（2000年）
- さらば天国に一番近い男（2000年）
- お前の諭吉が泣いている（2001年・テレビ朝日）
- 天国に一番近い男 教師編（2001年）
- 恋がしたい恋がしたい恋がしたい（2001年）
- 恋を何年休んでますか（2001年）
- 木更津キャッツアイ（2002年）
- ぼくが地球を救う（2002年）
- おとうさん（2002年）
- 恋は戦い!（2003年・テレビ朝日）
- 笑顔の法則（2003年）
- 元カレ（2003年）
- マンハッタンラブストーリー（2003年）
- アフリカのツメ（2003年・よみうりテレビ）
- ホームドラマ!（2004年）
- タイガー&ドラゴン（2005年）
- はるか17（2005年・テレビ朝日）
- 花より男子1（2005年）
- Happy!1（2006年）
- だめんず・うぉ〜か〜（2006年・テレビ朝日）
- エラいところに嫁いでしまった!（2007年・テレビ朝日）

演出補
- ホワッツマイケル（1986年・フジテレビ）
- 3年B組金八先生第3シリーズ（1988年）
- クリスマスイヴ（1990年）
- 松本清張作家活動40周年記念・西郷礼（1991年）
- あしたがあるから（1991年）
- ホームワーク（1992年）
- あの日の僕をさがして（1992年）
- 徹底的に愛は…（1993年）
- 僕が彼女に、借金をした理由。（1994年）
- 輝け隣太郎（1995年）
- Campus Note（1996年）
- 真昼の月（1996年）
- 協奏曲（1996年）

### テレビ朝日
- はるか17（2005年）
- 女帝（2007年）
- モップガール（2007年）
- パズル（2008年）
- 小児救命（2008年）
- 就活のムスメ（2009年）
- エンゼルバンク〜転職代理人（2010年）
- バーテンダー（2011年）
- ジウ 警視庁特殊犯捜査係（2011年）
- 11人もいる!（2011年）
- Wの悲劇（2012年）
- お天気お姉さん（2013年）
- 私の嫌いな探偵（2014年）
- 天使と悪魔-未解決事件匿名交渉課-（2015年）
- サムライせんせい（2015年）
- はじめまして、愛しています。（2016年）
- 家政夫のミタゾノ（2016年 - 2025年）
- 黒革の手帖（2017年）
- 豆腐プロレス（2017年）
- 相棒 season17（2018年 - 2019年）
- 相棒 season18（2019年 - 2020年）
- 七人の秘書（2020年）
- 相棒 season19（2020年 - 2021年）
- 黒革の手帖～拐帯行～（2021年）
- ドクターX〜外科医・大門未知子〜 第7シリーズ（2021年）
- ザ・トラベルナース（2022年）
- 波よ聞いてくれ（2023年）
- マルス-ゼロの革命-（2024年）
- 終りに見た街（2024年）
- ザ・トラベルナース（2024年）

### 映画
- 木更津キャッツアイ 日本シリーズ（2003年、アスミック・エース）※部分演出（劇中映画「ヤクザ球団 VS テキヤ球団」）
- ヒートアイランド（2007年、ザナドゥー）
- 岳-ガク-（2011年公開、東宝）

## 受賞歴
- 2002年
  - 第32回ザテレビジョンドラマアカデミー賞（『木更津キャッツアイ』）[1]
    - 監督賞（金子文紀､宮藤官九郎と共に）
    - タイトルバック賞
- 2005年
  - 第45回ザテレビジョンドラマアカデミー賞（『タイガー&ドラゴン』）[2]
    - 監督賞（金子文紀、坪井敏雄と共に）